# Edificio La Adriática (Alicante)
El edificio La Adriática es un edificio localizado en la confluencia de la rambla de Méndez Núñez y la calle Teniente Coronel Chapuli de la ciudad española de Alicante. Fue construido según el proyecto del arquitecto municipal Miguel López González.
Los pilares de este edificio son metálicos, limitándose el uso del hormigón armado en la estructura únicamente a los forjados. La fachada se caracteriza por el plano continuo de miradores volados, donde predomina la horizontalidad, contrastando con el macizo torreón del remate.